# Кнут, Фредерик Маркус
Фредерик Маркус Кнут (дат. Frederik Marcus Knuth или дат. Frederik Marcus Knuth-Knuthenborg, 1904 — 1970) — датский ботаник.

## Биография
Фредерик Маркус Кнут родился в 1904 году.
Кнут занимался сбором и классификацией растений семейства Кактусовые из Южной Америки. Он описал более 430 видов семенных растений. Фредерик Маркус был соавтором Курта Бакеберга по книге «Kaktus-ABC» — руководству для профессионалов и любителей по истории кактусов, географии кактусов, описанию видов, выращиванию и размножению, опубликованной в 1935 году.
Фредерик Маркус Кнут умер в 1970 году.

## Научная деятельность
Фредерик Маркус Кнут специализировался на семенных растениях.